# Палата представителей Нидерландов
Палата представителей Нидерландов (нидерл. Tweede Kamer der Staten-Generaal — Вторая палата Генеральных штатов) — нижняя палата двухпалатных Генеральных штатов Нидерландов. Состоит из 150 депутатов, избираемых по пропорциональной системе. Располагается в Бинненхофе в Гааге вместе с другими правительственными учреждениями.

## Наименование
Хотя этот орган называется «Палата представителей» на русском языке, это не прямой перевод его нидерландского названия, «Вторая палата» или, в более разговорной форме, просто «Палата». Вместо «представителей» (afgevaardigden) члены палаты называются Tweede Kamerlid («член Второй палаты»).

## Функции
Палата представителей является главной палатой Генеральных штатов, где происходит обсуждение предлагаемого законодательства и анализ действий кабинета. И Кабинет министров, и сама палата представителей имеют право предлагать законы; Палата представителей обсуждает это и, если оно будет принято большинством, направляет его в Сенат. Обзор действий кабинета принимает форму официальных допросов, которые могут привести к движениям, побуждающим кабинет принять или воздержаться от определенных действий. Никто не может быть членом как парламента, так и кабинета, за исключением временного кабинета, который еще не был назначен на должность присяги в новом доме.
Палата представителей также отвечает за проведение первого тура отбора судей в Верховный суд Нидерландов. Он представляет правительству список из трех имен на каждую вакантную должность.

## Выборы
Обычный срок полномочий Палаты представителей — четыре года. Выборы назначаются тогда, когда правительство теряет доверие парламента, распускается правящая коалиция, истекает срок полномочий Палаты представителей или когда не может быть сформирована правящая коалиция.

### Партии
Каждый, кто имеет право голосовать в Нидерландах, также имеет право создавать политическую партию и участвовать в выборах в Палату представителей. Партии, желающие принять участие, должны зарегистрироваться за 43 дня до выборов, предоставив общенациональный список не более чем из 50 кандидатов (80, если партия уже имеет более 15 мест). Партии, которые не имеют кандидатов в Палату представителей, должны также внести депозит (11 250 евро для выборов в ноябре 2006 года, для всех округов вместе) и предоставить 30 подписей поддержки от жителей каждого из 20 избирательных округов, в которых они хотят собрать голоса.

### Список партий
Списки кандидатов передаются избирателям как минимум за 14 дней до выборов. Каждый список кандидатов пронумерован, а лицо на первой позиции известно как lijsttrekker («список списков»). Lijsttrekker обычно назначается партией для руководства избирательной кампанией и почти всегда является политическим лидером партии и кандидатом на пост премьер-министра. Партии могут принять решение конкурировать с различными списками кандидатов в каждом из 20 избирательных округов, но, поскольку места распределяются на национальном, а не на районном уровне, большинство партий имеют практически идентичные списки во всех округах с кандидатами, выдвигаемыми по всей стране. Только крупные партии обычно имеют региональных кандидатов в нижней части своих списков. С 1973 года до отмены в июне 2017 года две или более стороны могли объединять свои отдельные списки, чтобы увеличить шанс выиграть оставшееся место. Это было известно как «комбинация списков» или Lijstverbinding / lijstencombinatie.

### Регистрация и голосование
Граждане Королевства Нидерландов в возрасте 18 лет и старше имеют право голоса, за исключением 1) заключенных, отбывающих наказание на срок более одного года 2) тех, кто был признан недееспособным по причине психического расстройства 3) жителей Арубы, Кюрасао и Синт-Мартен, если они не провели десять лет, проживая в Нидерландах или не работая на государственной службе Нидерландов.